# Niels Trolle
Niels Trolle (20 décembre 1599 – 20 septembre 1667) était un noble danois qui a servi comme vice-amiral sous Christian IV et plus tard comme Gouverneur général de Norvège de 1656 à 1661.   Il a joué un rôle administratif central pendant la guerre nordique en 1657.  

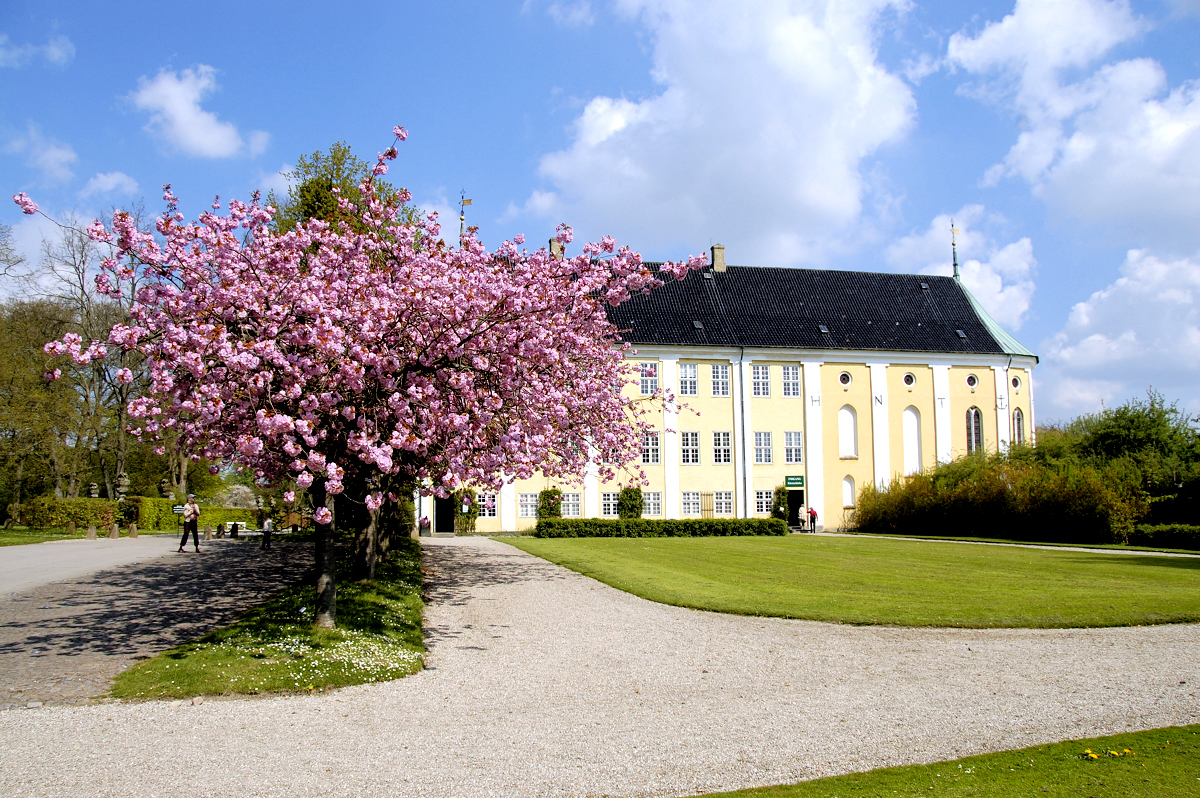
Domaine de Gavnø

## Vie privée
Trolle est née à Ringkøbing et était un beau-frère de Gregers Krabbe et Niels Krabbe. Il est le fils du vassal Børge Trolle (décédé en 1610). Il étudie à l'école Herlufsholm pendant 2 ans, puis fait une excursion à Leipzig. Trolle rentre au Danemark en 1615 pour repartir étudier à l'étranger à Giessen. Après un bref séjour à son domicile au Danemark, il étudie à l'Université de Padoue, ainsi qu'en France et en Angleterre . 
Le 23 juillet 1626, il épouse Mette Corfitzdatter Rud, décédée le 25 février 1632. En 1634, Trolle est nommé lord-lieutenant du Château de Copenhague et, le 16 octobre 1636, il épouse à Glimminge Helle Rosenkrantz (1618-1685), fille de Holger Rosenkrantz . 
Niels Trolle acquiert le domaine de Gavnø ( Gavnø Gods ) à Næstved  en 1663. À la fin des années 1660, l'église est devenue une chapelle privée, embellie par son épouse Helle Rosenkrantz. 

## Carrière
Après avoir occupé plusieurs postes dévolus à la noblesse, Trolle est élu commissaire des terres sur l'île de Seeland (Danemark) en 1638. Il est devenu membre de la Cour de l'Amirauté de Bremerholm en 1639. En 1643, lorsque la guerre de Torstensson commence, il sert comme commissaire général d'approvisionnement jusqu'au printemps 1645, lorsque Christian IV lui offre un poste de vice-amiral. 
Trolle n'a pas joué un rôle majeur dans la guerre en tant qu'officier de marine. Bien qu'il reçut l'ordre de contribuer à la défense de l'île de Bornholm en juin 1645. L'île tombe avant que ses forces ne puissent participer, et sa flotte et sa compagnie sont confinées dans le port de Copenhague. 
En août, le deuxième traité de Bromsebro ( Brømsebrofreden ) est signé. et en septembre, il participe à l'échange des signatures à Markaryd.  
En 1647, il était membre d'une commission d'enquête sur la situation financière. Puis, en août 1648, il suit Frédéric III jusqu'à la forteresse d'Akershus où il est fait chevalier de l'Ordre de l'éléphant ( Ridder af Elefantordenen, RE ), l'ordre le plus élevé du Danemark. En février 1650, il rejoint la commission pour établir un rapport sur la marine mais démissionne de son poste de vice-amiral en raison d'une infirmité en janvier 1651.  En 1655, il devient membre de l'Amirauté nouvellement créée. 
Trolle avait été fortement pressenti pour prendre le poste de gouverneur de la Norvège en 1651 après Hannibal Sehested. C'est en 1656 qu'il succède à son beau-frère Gregers Krabbe à ce poste. Il est nommé en même temps au fief d'Akershus.  
Le lieutenant-général Jørgen Bjelke, commandant en chef de l'armée norvégienne, a été très critique à l'égard de la gouvernance de Trolle en raison de son manque de soutien et de sa passivité pendant la seconde guerre avec la Suède (1658-1660).  
En 1660, Trolle était parmi les grands propriétaires du royaume qui étaient furieux contre Frédéric III qui avait œuvré de manière à régner en tant que monarque absolu. Mais Trolle a fini par céder, tout comme ses compagnons et devint rapporteur du Conseil privé et de la noblesse par une déclaration le 13 octobre. Dans le même temps, il a subi des difficultés personnelles causées par le colonel Jørgen Løvenklaus avec qui il avait de violents désaccords ce qui a conduit à des interrogatoires par la commission royale. En mars 1661, la Cour suprême acquitte Trolle de toutes les accusations de Løvenklaus et condamne celui-ci pour diffamation.

## Déclin et mort
Iver Krabbe (1602-1666) succède à Trolle comme gouverneur de la Norvège en septembre 1661. Trolle s'installe à Copenhague, mais n'est plus admis nulle part. Il est considéré pendant plusieurs années comme un opposant au gouvernement. Il meurt le 20 septembre 1667 et est enterré dans la chapelle de la Cathédrale de Roskilde.